# 染用卫矛
染用卫矛（学名：Euonymus tingens）为卫矛科卫矛属的植物。分布在印度以及中国大陆的西藏、四川、广西、云南等地，生长于海拔2,600米至3,600米的地区，多生长于山间林中和沟边，目前尚未由人工引种栽培。

## 别名
阿于好、有色卫矛、脉瓣卫矛